# Chris Candido
Pour les articles homonymes, voir Candido.
Christopher Candito plus communément appelé Chris Candido, (né le 21 mars 1972 à Spring Lake et mort le 28 avril 2005 à Matawan) est un catcheur (lutteur professionnel) américain.
Il commence à se faire connaitre à la Smoky Mountain Wrestling (SMW) au début des années 1990. Il y remporte à trois reprises le championnat des États-Unis poids lourd junior de la SMW, deux fois le championnat Beat the Champ Television, deux fois le championnat par équipes de la SMW avec Brian Lee et a été champion du monde poids lourd de la National Wrestling Alliance (NWA) quand la SMW a eu le droit d'utiliser ce titre.

## Biographie

### Enfance et formation
Candido est le petit-fils de Chuck Richards, un catcheur de la World Wide Wrestling Federation (WWWF puis WWF dans les années 1980). Ils vont fréquemment au Madison Square Garden voir les spectacles de catch de la WWWF/WWF. C'est en regardant ces spectacles que lui vient l'envie de devenir catcheur. Il commence alors à faire du catch dans son jardin avec son frère Johnny et avec John Rechner. Il devient le petit ami de Tammy Lynn Sytch au lycée.

### Carrière

#### Entraînement et début (1986-1993)
Candidto et John Rechner commencent à s'entraîner pour devenir catcheur en 1986 à la Monster Factory (en), une école de catch dirigé par Larry Sharpe.
Il commence à lutter dans diverses fédérations du New Jersey sous le nom de Chris Candido et remporte à deux reprises le championnat des poids lourd légers de la World Wrestling Association,.

#### Smoky Mountain Wrestling (1993-1995)
En 1993, Jim Cornette, qui dirige alors la Smoky Mountain Wrestling, engage Candido. Candido commence masqué sous le nom de The Avenger. Il réutilise le nom de Chris Candido début juin et fait venir sa petite amie Tammy Lynn Sytch cette dernière est alors la valet de Brian Lee. Candido commence par se proclamer comme champion du monde poids lourd de la World Wrestling Association (WWA). Le 3 juillet, Candido conserve son titre de champion du monde poids lourd WWA malgré sa défaite par disqualification face à Tim Horner (en). Dans les semaines qui suivent, Horner le provoque en le traitant de pleurnicheur car la SMW ne veut pas le reconnaitre comme champion du monde. Le 24 juillet, Tim Horner se fait interviewer avant d'être interrompu par Candido qui l'attaque puis essaie de forcer Horner à boire un biberon de lait. Ils s'affrontent le 13 août dans un match où le perdant boit du lait au biberon remporté par Horner. Après cette défaite, Candido porte une capuche de bébé qu'il garde jusqu'au 25 septembre où il bat The Dark Secret dans un match où Candido peut cesser de porter cette capuche en cas de victoire.
Ce même jour,il provoque le champion des États-Unis des poids lourd-juniors de la SMW Bobby Blaze (en) en déclarant qu'il n'est pas un vrai champion,. Il remporte le championnat des États-Unis des poids lourd-juniors le 4 octobre au cours de l'enregistrement de l'émission du 23 après sa victoire face à Blaze,. Blaze et Candido s'échangent le titre à quatre reprises dans les semaines qui suivent au cours de spectacles non télévisé. Candido va jusqu'à jeter la ceinture de champion dans une rivière dans l'émission du 30 octobre car la SMW ne veut pas le reconnaitre comme champion de la WWA. Leur rivalité prend fin le 28 novembre au cours de Thanksgiving Thunder où Candido conserve le titre de champion poids lourd junior dans un match où le perdant subit la punition du goudron et des plumes et fait subir cela à Blaze.
Le 8 janvier 1994, il bat Tracy Smothers et devient champion Beat the Champ Television de la SMW. La semaine suivante, il défend avec succès son titre face à Ricky Morton qui se fait compter à l'extérieur. Le 22 janvier, il perd par disqualification un match de championnat face à Dirty White Boy (en) après une distraction de Tammy Fytch. Son règne prend fin le 5 février après sa défaite face à Robbie Eagles.

#### Extreme Championship Wrestling
Durant les années 1990, Candido fait partie de la Eastern Championship Wrestling (plus tard la Extreme Championship Wrestling). Il entre dans l'écurie "The Suicide Blonds" avec Johnny Hotbody et Chris Michaels. Le trio remporte le titre de Tag Team Champions; le 2 avril 1993 au 15 mai après avoir battu Tony Stetson et Larry Winters. Ils perdent le titre face aux the Super Destroyers, et le reprennent quelques jours plus tard. Quand Candido décide de quitter la fédération le titre est déclaré vacant.

#### World Wrestling Fédération
Candido et Sytch partent pour la World Wrestling Federation où Sytch prend le nom de "Sunny" et Candido "Skip", des fanatiques du fitness The Bodydonnas. Le 31 mars 1996, Candido remporte le WWF Tag Team Championship avec Zip face à The Godwinns durant la finale d'un tournoi pour le titre. Ils perdent le titre le 19 mai 1996, cependant, lors d'un house show. Durant leurs années à la WWF, Chris Candido et Tammy Sytch décident de se séparer.

#### Retour à la Extreme Championship Wrestling
En 1998, Candido quitte la WWF pour la Extreme Championship Wrestling, il rejoint la Triple Threat avec Shane Douglas. Avec la Triple Threat, il entre en rivalité avec Lance Storm, qui est remplacé par Bam Bam Bigelow. Avant, Candido avait fait équipe avec Storm pour le titre ECW Tag Team Championship, le 5 décembre 1997 sur Doug Furnas et Phil Lafon. Pendant 6 mois ils conservent le titre jusqu'en juin 1998 face à Rob Van Dam et Sabu.
Il a fait une courte apparition à la World Championship Wrestling (WCW), le 16 mars 2000. Pendant cette courte période il remporte le WCW Cruiserweight Championship. Le 16 avril 2000 dans un six-way match à Spring Stampede contre The Artist, Juventud Guerrera, Shannon Moore, Lash LeRoux, et Crowbar. Il perd le titre le 15 mai. Il rentre dans la Triple Threat à la WCW, avec Douglas, et Bam Bam Bigelow.
Candido est venu deux fois à la Xtreme Pro Wrestling. En 2000, et il remporte le XPW World Heavyweight Championship et en 2003 pour le show final en 2003.
Candido a commencé à la Total Nonstop Action Wrestling (TNA) en janvier 2005. Durant ses années de catcheur, il a entraîné d'autres catcheur comme son frère Johnny Candido.

### Mort
A Lockdown le 25 avril 2005, dans un steel cage tag team match avec Lance Hoyt face à Apolo et Sonny Siaki, il se brise plusieurs os. On diagnostique alors une pneumonie à son retour. Candido meurt des suites de complications. En 2005, la TNA crée le Chris Candido Memorial Tag Team Tournament, un tag team tournament à sa mémoire avec comme finale au TNA Sacrifice pay-per-view en août 2005.

## Palmarès

### Championnats et accomplissements
- Extreme Championship Wrestling (ECW)
  - 3 fois champion du monde par équipes de l'ECW avec Johnny Hotbody et Chris Michaels à deux reprises, et une fois avec Lance Storm[22]
- Independent Superstars of Professional Wrestling (ISPW)
  - 1 fois champion du monde poids lourd de l'ISPW[23]
- Jersey Championship Wrestling (JCW)
  - 1 fois champion télévision de la JCW[24]
- NWA Jersey
  - 1 fois champion poids lourd du New Jersey de la NWA[25]
- NWA Midwest
  - 1 fois champion poids lourd de la NWA Midwest[26]

- National Wrestling Alliance (NWA)
  - 1 fois champion du monde poids lourd de la NWA[27]
- Pennsylvania Championship Wrestling (PCW)
  - 1 fois champion des Amériques de la PCW[28]

- Smoky Mountain Wrestling (SMW)
  - 2 fois champion Beat the Champ Television de la SMW[29]
  - 2 fois champion par équipes de la SMW avec Brian Lee[30]
  - 3 fois champion des États-Unis poids lourd junior de la SMW[15]

- USA Pro Wrestling / USA Xtreme Wrestling (USA Pro puis UXW à partir de décembre 2004)
  - 2 fois champion champion poids lourd des États-Unis de l'USA Pro[31]
  - 1 fois champion champion poids lourd des États-Unis de l'UXW[31]

- World Championship Wrestling (WCW)
  - 1 fois champion du monde poids lourd légers de la WCW[32]
- World Wrestling Association (WWA)
  - 2 fois champion poids lourd junior de la WWA[5]

- World Wrestling Council (WWC)
  - 1 fois champion Télévision du WWC (en)[33]

- World Wrestling Federation (WWF)
  - 1 fois champion du monde par équipes de la WWF avec Zip[34]

- Xtreme Pro Wrestling (XPW)
  - 1 fois champion du monde poids lourd de la XPW[35]

### Matchs à pari (Luchas de apuetas)
| # | Résultat | Enjeu  | Adversaire (enjeu)     | Date               | Lieu                           | Notes |
| - | -------- | ------ | ---------------------- | ------------------ | ------------------------------ | ----- |
| 1 | Défaite  | Masque | Ricky Morton (cheveux) | 19 août 1994       | Marietta (Géorgie              |       |
| 2 | Défaite  | Masque | Ricky Morton (cheveux) | 25 août 1994       | Albany (Kentucky)              |       |
| 3 | Défaite  | Masque | Ricky Morton (cheveux) | 1er septembre 1994 | Lenoir (Caroline du Nord)      |       |
| 4 | Défaite  | Masque | Ricky Morton (cheveux) | 2 septembre 1994   | Beckley (Virginie-Occidentale) |       |
| 5 | Défaite  | Masque | Ricky Morton (cheveux) | 8 septembre 1994   | Fishersville (Virginie)        |       |
| 6 | Défaite  | Masque | Ricky Morton (cheveux) | 10 septembre 1994  | Morristown (Tennessee)         |       |
| 7 | Défaite  | Masque | Ricky Morton (cheveux) | 17 septembre 1994  | Barbourville (Kentucky)        |       |

## Récompenses des magazines
- Hardcore Hall of Fame
  - Membre du Hall of Fame (promotion 2009)[36]

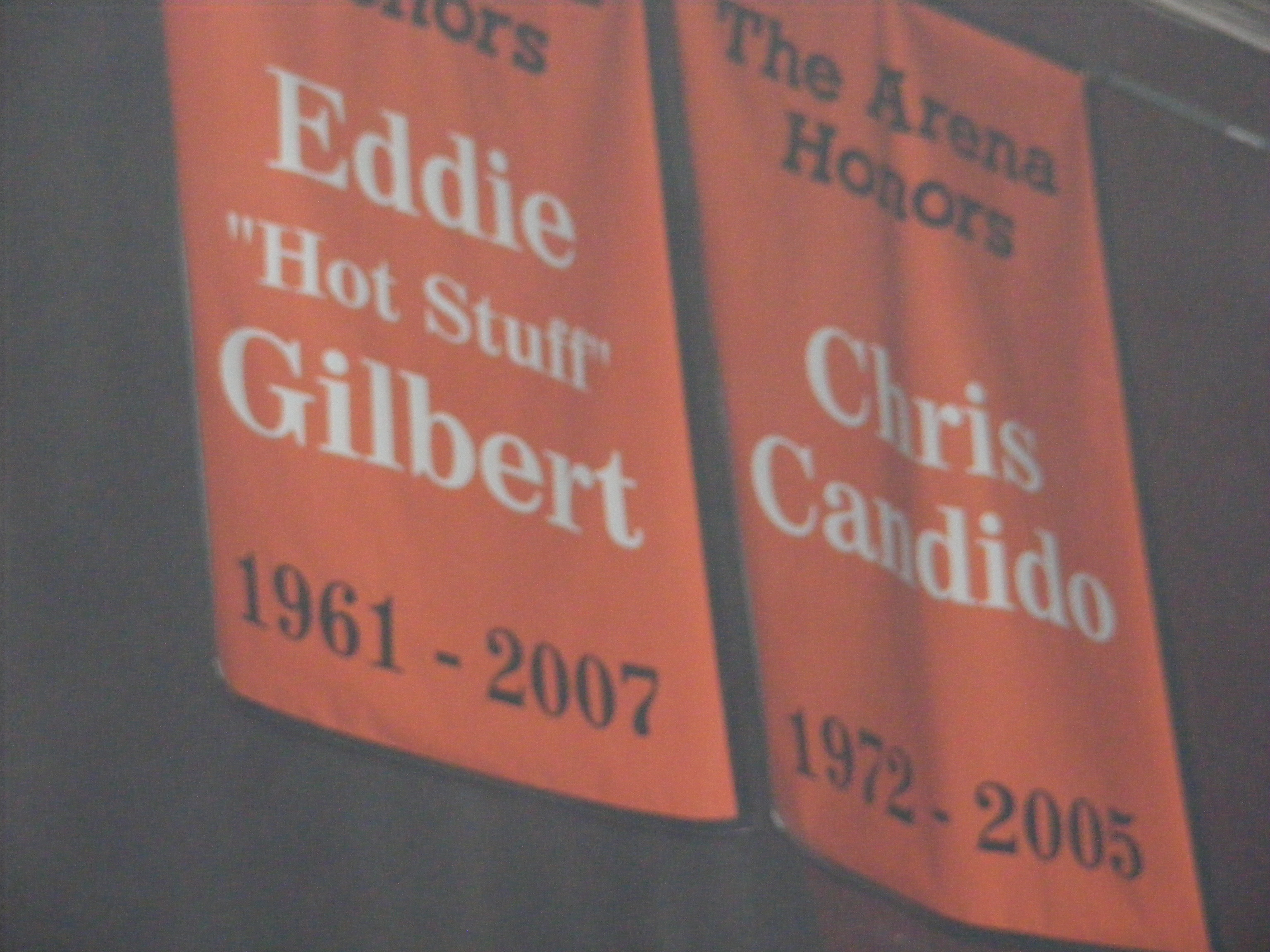
La bannière de Chris Candido suspendu au plafond de la 2300 Arena à Philadelphie.

- Pro Wrestling Illustrated
  - Catcheur le plus inspirant de l'année 2005[37]

| Année | 1991 | 1992 | 1993 | 1994 | 1995 | 1996 | 1997 | 1998 | 1999 | 2000 | 2001 | 2002 | 2003 | 2004 |
| ----- | ---- | ---- | ---- | ---- | ---- | ---- | ---- | ---- | ---- | ---- | ---- | ---- | ---- | ---- |
| Rang  | 403  | 422  | 83   | 45   | 42   | 69   | 71   | 45   | 133  | 129  | 96   | 287  | 294  | 331  |

- Wrestling Observer Newsletter
  - Catcheur le plus sous-estimé de l'année 1995[39]